# 松本將
松本 將（まつもと すすむ、1944年（昭和19年）10月 - ）は、日本の工学者、工学博士、早稲田大学名誉教授。元三菱重工業技術本部長崎研究所主幹研究員。漫画家の松本零士は実兄。宇宙戦艦ヤマトの主人公古代進の名前は弟から取って付けたと松本零士は述べている。

## 略歴
- 1944年（昭和19年）10月 - 誕生。
- 1968年（昭和43年） - 九州大学工学部生産機械工学科卒業
- 1970年（昭和45年） - 九州大学大学院工学研究科生産機械工学専攻修了
- 1970年（昭和45年） - 三菱重工業技術本部長崎研究所勤務
- 1982年（昭和57年）5月25日 - 九州大学より工学博士の学位を取得
- 2001年（平成13年）4月1日 - 三菱重工「技監」認定者
- 2002年（平成14年） - 日本機械学会機素潤滑設計部門長[1]
- 2003年（平成15年） - 早稲田大学大学院情報生産システム研究科勤務
- 2007年（平成19年） - メカトロニクス技術高度化財団評議員就任
- 2008年（平成20年） - 日本機械学会評議員就任
- 2015年（平成27年） - 早稲田大学名誉教授

## 受賞歴
- 1977年（昭和52年） - 日本造船学会賞、日本海事協会会長賞、日本船舶振興会会長賞
- 1990年（平成2年） - 科学技術庁長官注目発明選定表彰
- 1991年（平成3年） - 日本造船学会賞
- 1994年（平成6年） - 日本舶用機関学会土光賞
- 1995年（平成7年） - 日本機械学会技術賞
- 2000年（平成12年） - 日本機械学会機素潤滑設計部門功績賞
- 2003年（平成15年） - 日本機械学会論文賞
- 2007年（平成19年） - 日本機械学会110周年記念功労者表彰
- 2011年（平成23年） - 日本トライボロジー学会功績賞

## 著作物
著書
- 1999年（平成11年） - 『JIS B1755平歯車及びはすば歯車の負荷容量計算方法‐材料の強度及び品質』 日本規格協会
- 2001年（平成13年） - 『トライボロジーハンドブック』 養賢堂
- 2003年（平成15年） - 『トライボロジー故障例とその対策』 養賢堂
- 2005年（平成17年） - 『機械工学便覧デザイン編β4、機械要素・トライボロジー』 日本機械学会

博士論文
- 1982年（昭和57年） - 『大形高負荷歯車の歯面耐久性向上の研究』 九州大学 乙第2827号

## 参考資料
- ReaD & Researchmap
- 国立国会図書館蔵書
- 三菱重工ニュース
- 早稲田大学大学院情報生産システム研究科生産システム分野・生産機械システム研究室・松本將